# Езерца
Езерца или Езерце (на албански: Liqeni i Madh i Buni Jezercës) са шест ледникови езерца в Проклетия, които се намират северно от едноименния и най-висок връх и на целите Динари – Езерски връх. Непосредствено до езерата е границата на Албания с Черна гора.
Най-голямото и най-високо езеро, т.е. Езерце, се намира на надморска височина от 1792 м. Езерцето има дължина 380 м и максимална ширина от 200 м. Площта на езерото е почти 5 хектара.